# أحمد المنجور
الشيخ الإمام الحافظ العالم العلامة المتفنن المسند أبو العباس أحمد بن علي بن عبد الرحمن المنجور، المكناسي، النجار، الفاسي الدار والقرار (أبو العباس) محدث، فقيه، أصولي مشارك في بعض العلوم. ولد في ست وعشرين وتسعمائة (926هـ).

## شيوخه
أخذ العلم عن الشيوخ الذين عليهم الاعتماد وإليهم المرجع في الإسناد، منهم اليَسِّيتني، وهو عمدته، وأبو زيد سُقَيْن العاصمي، وأبو الحسن ابن هارون، وعبد الواحد الونشريسي، ابن جلال التلمساني والزَّقاق، وغيرهم ممن جمع أسماءهم في فهرسته الحافلة، وهي منشورة، من خلال مطالعتها يتبين حرصه وجديته في طلب العلم، وسلوك طريقه، والنهل من ينابيعه، فقد حاز من كل فَنٍّ بأوفر حظ ونصيب، إلى أن غَدا عالما متبحرا في علم الأصول والفقه، عارفا بتاريخ الملوك والسير، وبرجال الحديث، وطبقات العلماء وأيامهم، وعلم البيان، والمنطق، والحساب، والفرائض، فاق في ذلك أهل زمانه، وفي هذا يقول الشيخ أبو عبد الله محمد المدرع في منظومته في صلحاء فاس:وأحـمـد إمامنـا المنجـور *** سؤدده بين الورى مشهـوركان رئيس العلم في المعقول *** والفقـه والبيـان والأصولانتفع به كثير من الفقهاء الأعلام، منهم قاضي الجماعة الفقيه الفهامة أبو عبد الله الرجراجي، والقاضي إبراهيم الشاوي، وقاضي الجماعة بفاس بلقاسم ابن النعيم، وقاضي سلا ومكناسة أحمد ابن أبي العافية الشهير بابن القاضي صاحب درة الحجال وجذوة الاقتباس، لازمه طويلا، وغيرهم.

## تلاميذه
وأخذ عن المنجور جماعة من المغاربة منهم: عبد الرحمن أبو العز بن محمد القصري الفاسي، والجنان: إمام مسجد الشرفاء بفاس العلامة المعمر أبو عبد الله محمد بن أحمد الجنان الأندلسي الفاسي ولد سنة 953 وتوفى سنة 1050عن نحو من مائة سنة، يروي عن المنجور، وابن طاهر: الإمام العالم المحدث الصالح الحافظ أبو محمد مولاي عبد الله بن عليّ بن طاهر الحسني السجلماسي المتوفى سنة 1044هـ يروي عن المنجور فهرسته.
والشيخ أبي المحاسن الفاسي، وأخيه العارف بالله، وولده أبي العباس أحمد، وأبي العباس ابن القاضي صاحب “الجذوة” و”الدرة” وغيرهما….، والشريف عبد الواحد الفيلالي. ومنهم أيضا عبد الواحد الحسني، وأحمد المنصور الذهبي، وأبو اسحاق الكلالي وغيرهم كثير جدا.

## حياته
والعلامة المنجور ـ رحمه الله ـ معروف بالتحقيق والتدقيق، وحسن الإلقاء والتقرير، وكان كثير القراءة والمطالعة، شديد الإدراك والفهم، حتى قيل: إن فهمه لايقبل الخطأ، ثَبْتا في النقل ورعا فيه، يكادلا يفارق لسانه »لا أدري«، أو »حتى انظر«أو ما شابه ذلك، وكانت فيه حِدَّة.اتسم في حياته بالصلاح والزهد؛ فكان لا يفتر عن قراءة القرآن إلا وقت المطالعة أوالتأليف أو الإقراء أو ضروراته، شديد الاتباع للسنة، متقشف مكتف بما تيسر له من المأكول والملبوس، وغيرها من الصفات والشمائل التي اتفقت عبارات العلماء على تحليته بها، كما وصفه غير واحد من مترجميه بالحفظ والعلم والمعرفة، فقال عنه تلميذه ابن القاضية 1025هـ في درة الحجال: »الشيخ الإمام الفقيه المعقولي، كان آية من آيات الله تعالى في المعقول والمنقول، وكان أحفظ أهل زمانه وأعرفهم بالتاريخ وغيره«. وقال أحمد بابا التنبكتي 1036ه‍ في نيل الابتهاج: »هو آخر الناس بفاس لم يخلف بعده مثله«. وقال أبو سالم العياشي (1090هـ) في رحلته: »حافظ المغرب من المتأخرين وإمام المحققين«. ووصفه المحبي (1111هـ) في خلاصة الأثر بقوله: »الإمام المتفنن الأستاذ«. وحلّاه محمد بن جعفر الكتاني (1345هـ) في سلوة الأنفاس بقوله: »الشيخ الإمام، عالم الأعلام، ومفتي الأنام، محيي الدين والسنة، ونجم الأمة، الفقيه المعقولي، المحدث الأصولي«.

## مؤلفاته
هرسته الكبرى التي ألفها باسم سلطان المغرب أبي العباس أحمد المنصور السعدي، وفهرسة صغرى، وشرحان على نظم ابن زكري في علم الكلام، مطول ومختصر، وأخرى على الصغرى، وشرح المنهج المنتخب لأبي الحسن الزقاق، واختصر من الشرح كتابا سمّاه المُذهب، وشرح نظم علاقات المجاز لابن الصباغ الخزرجي المكناسي، وشرح المختصر من ملتقط الدرر، وله نظم رائق، وغير ذلك. رزئ الناس بوفاته منتصف ذي القعدة ليلة الإثنين سنة (995هـ) ودفن خارج باب الفتوح بفاس متصلا بقبر شيخه اليسيتني رحمهما الله جميعا.مصادر الترجمة: درة الحجال لابن القاضي(1/156-163) جذوة الاقتباس له أيضا (1/135-136) نيل الابتهاج لأحمد بابا التنبكتي (143-144) الاستقصا للناصري (5/191) فهرس الفهارس لعبد الحي الكتاني (2/566-567) طبقات الحظيكي(1/32-34) سلوة الأنفاس، لمحمد بن جعفر الكتاني(3/77-79).
| العنوان                             | اللغة   | الناشر | السنة | عدد الصفحات | الرقم الدولي         | المصدر      |
| ----------------------------------- | ------- | ------ | ----- | ----------- | -------------------- | ----------- |
| الحاشية الكبرى على كبرى شرح السنوسي | العربية |        |       | 244         |                      | [ 6 ] [ 7 ] |
| مراقي المجد لآيات السعد             | العربية |        |       | 559         | (ردمك 9789957675691) | [ 8 ] [ 9 ] |
| شرح المنهج المنتخب إلى قواعد المذهب | العربية |        |       | 150         |                      | [ 10 ]      |

## وفاته
توفي رحمه الله بفاس سنة خمس وتسعين وتسعمائة (995هـ) ودفن خارج باب الفتوح، متصلا بقبر شيخه اليستيني بمطرح الجنة.